# Vaidas Baumila
Vaidas Jacob Baumila (nascido em 28 de março de 1987) é um cantor e ator lituano. Irá representar a Lituânia no Festival Eurovisão da Canção 2015, juntamente com Monika Linkytė, com a canção "This Time".

## Discografia
- Ką tu mėgsti? (2006)
- Išklausyk (2007)
- Iš naujo (2015)

## Filmografia
| Ano  | Filme             | Papel     | Notas |
| ---- | ----------------- | --------- | ----- |
| 2014 | Valentinas už 2rų | Ele mesmo | [ 4 ] |